# Hospital de San Pedro de los Italianos

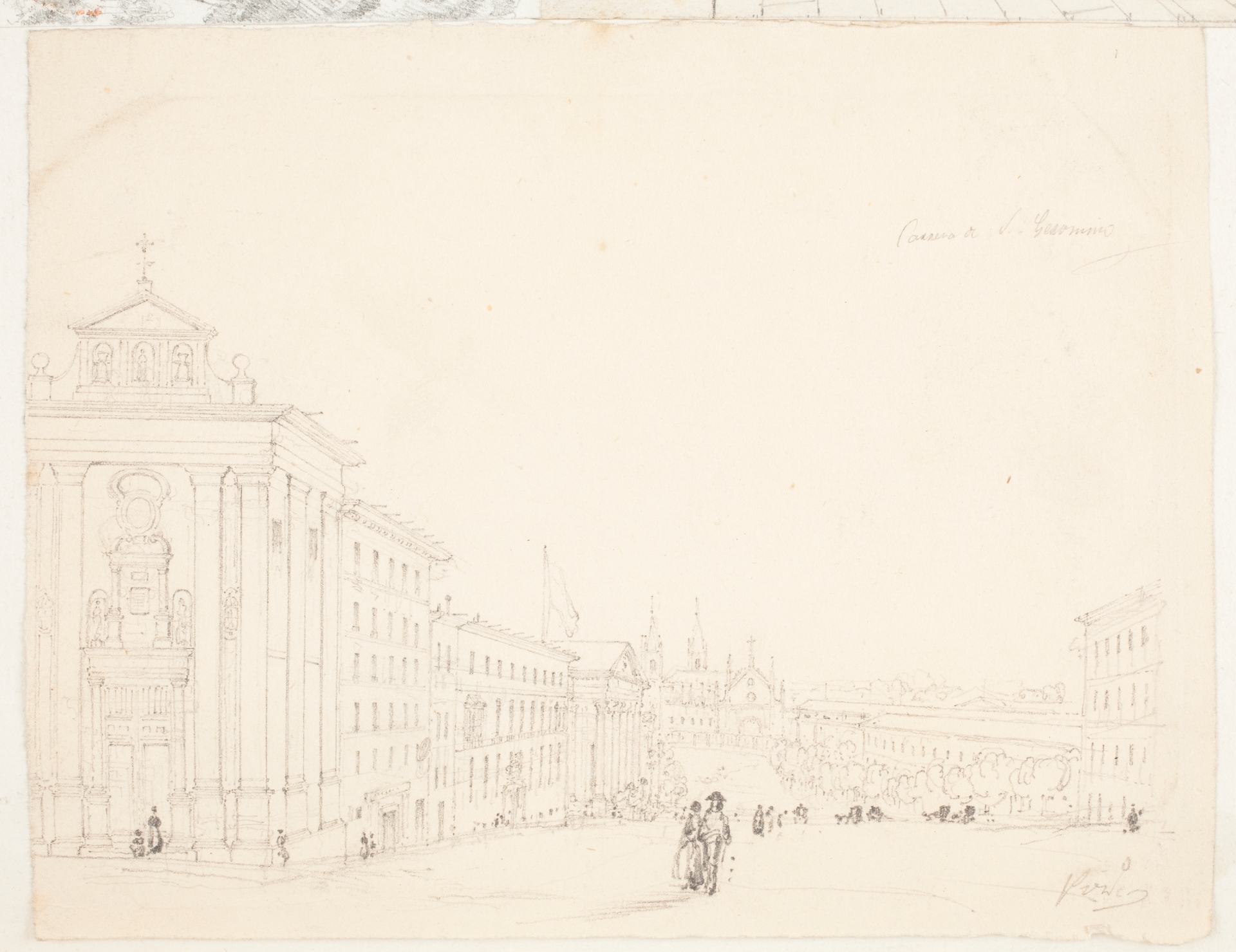
Vista del hospital en un dibujo del de Cecilio Pizarro. Gabinete de Dibujos, Estampas y Fotografías del Museo del Prado.

El Hospital de San Pedro de los Italianos (denominado popularmente como Hospital de los Italianos y oficialmente como Hospital Pontificio y Real de San Pedro de los italianos) fue una institución sanitaria en Madrid. Ubicada en la esquina de la Carrera de San Jerónimo (cercana a la Puerta del Sol) con Cedaceros (antiguamente denominada calle del sordo). El hospital pontificio y real de San Pedro (los Italianos) fue fundado en 1583 para atender sanitariamente los inmigrantes pobres de origen italiano. El protector y promotor inicial fue el nuncio Camilo Gaetano, siendo su diseñador el artista-arquitecto italiano Patricio Cajés. Se trataba de un conjunto de edificios al que se encontraba anexo la Iglesia de San Pedro y San Pablo. El templo es pequeño de una sola nave.  En 1879 se encargó a los arquitectos Francisco Jareño y José Urioste Velada el estudio para la reparación de la iglesia debido a su estado de inminente ruina. Tras el estudio se sacó la conclusión que el templo debía derribarse y en 1883 finalmente se decretó su derribo. No obstante, el hospital siguió prestando servicio hasta junio del año 1885. En su solar se edificaron viviendas, que finalmente fueron expropiadas y demolidas en 1988 para la construcción de las dependencias del Congreso de los Diputados.